# Ola (Sänger)
Ola Svensson (* 23. Februar 1986 in Lund), bekannt als Ola, ist ein schwedischer Popsänger.

## Biografie
Ola Svensson strebte zuerst eine Fußballkarriere an und war mit 19 Jahren bis in die drittklassige Division 1 gekommen. Dann nahm er 2005 an der Castingshow Swedish Idol teil, wo er bis in die Finalrunde vorstieß. Obwohl er dort nur als Achtplatzierter abschloss, verfolgte er weiterhin eine Gesangskarriere.
Er bekam einen Plattenvertrag und seine Debütsingle Rain wurde im April 2006 sofort ein Nummer-eins-Hit. Das folgende Debütalbum Given to Fly eroberte ebenfalls die Spitze der schwedischen Charts.
In den folgenden Jahren setzte er seinen Erfolg auf hohem Niveau fort. Die Single Natalie war 2007 ein weiterer Chartspitzenreiter, der sich fünf Wochen auf Platz 1 und 11 Wochen in den Top 4 hielt und für mehr als 20 000 verkaufte Einheiten mit Platin ausgezeichnet wurde.
Mit dem dritten Nummer-eins-Hit S.O.S. und Love in Stereo folgten zwei Goldsingles und Feelgood bekam sogar Doppelplatin.
Im Juli 2009 hatte Ola mit Sky's the Limit seinen vierten Nummer-eins-Hit.
Nachdem er 2009 mit seinem Chor aus der Stadt Lund die schwedische Musikshow Körslaget gewonnen hatte, nahm er 2010 am schwedischen Vorentscheid zum Eurovision Songcontest teil. Mit Unstoppable konnte er sich für das Finale von Melodifestivalen qualifizieren, wo er beim Sieg von Anna Bergendahl einen siebten Platz belegte. In den Charts wurde Unstoppable (The Return of Natalie) sein fünfter Nummer-eins-Hit.
Im Juli 2012 unterschrieb Ola einen Vertrag mit Sony Music für Europa. Die erste Single, die europaweit vertrieben wurde, war I’m In Love.
Im Oktober 2012 folgte die internationale Veröffentlichung von I’m In Love unter Sony Music. Der Song kam in ganz Europa in die Charts. Das Video zu I’m In Love hat bereits mehr als 19 Millionen Aufrufe auf YouTube erhalten.
Im August 2013 erschien in Schweden die Single Maybe, welche es bis auf Platz 3 der iTunes-Charts schaffte, und im Oktober 2013 folgte die Singleauskopplung Tonight I’m Yours.
Am 15. Januar 2014 veröffentlichte Svensson in Schweden sein viertes Studioalbum Carelessly Yours. Es erreichte Platz 4 der Charts. Svensson arbeitete an allen Songs als Songwriter und Produzent mit. Die aktuelle Single aus dem Album heißt Jackie Kennedy. Im Video ist Svensson als Frau verkleidet zu sehen.
Bisher hat Svensson fünf schwedische Tourneen sowie eine Clubtour in ganz Europa gemacht. Insgesamt spielte er in über 20 Ländern.
Während der Olympischen Spiele 2014 in Russland wurde Ola eingeladen, auf der großen Bühne in Sochi aufzutreten. Er brach die Regeln des Veranstalters und nutze die Gelegenheit, seine Unterstützung für die LGBT Community zu zeigen. Vor den Augen russischer Politiker und einem applaudierenden Publikum sprach er sich für freie Liebe aus: „I want to dedicate my last song for all of you who have to fight for your love.“ (Ich möchte meinen letzten Song all denen widmen, die für ihre Liebe kämpfen müssen.)

## Diskografie

### Alben
- 2006: Given to Fly
- 2007: Good Enough
- 2008: Good Enough the Feelgood Edition
- 2010: OLA
- 2014: Carelessly Yours

### Singles
- 2006: Rain
- 2006: Brothers
- 2007: Natalie
- 2007: S.O.S
- 2008: Feelgood
- 2008: Love In Stereo
- 2009: Sky’s the Limit
- 2010: Unstoppable
- 2010: Overdrive
- 2010: All Over the World
- 2011: Riot
- 2012: I’m In Love
- 2013: Maybe
- 2013: Tonight I’m Yours
- 2013: Jackie Kennedy
- 2014: Rich & Young